# Emanáció

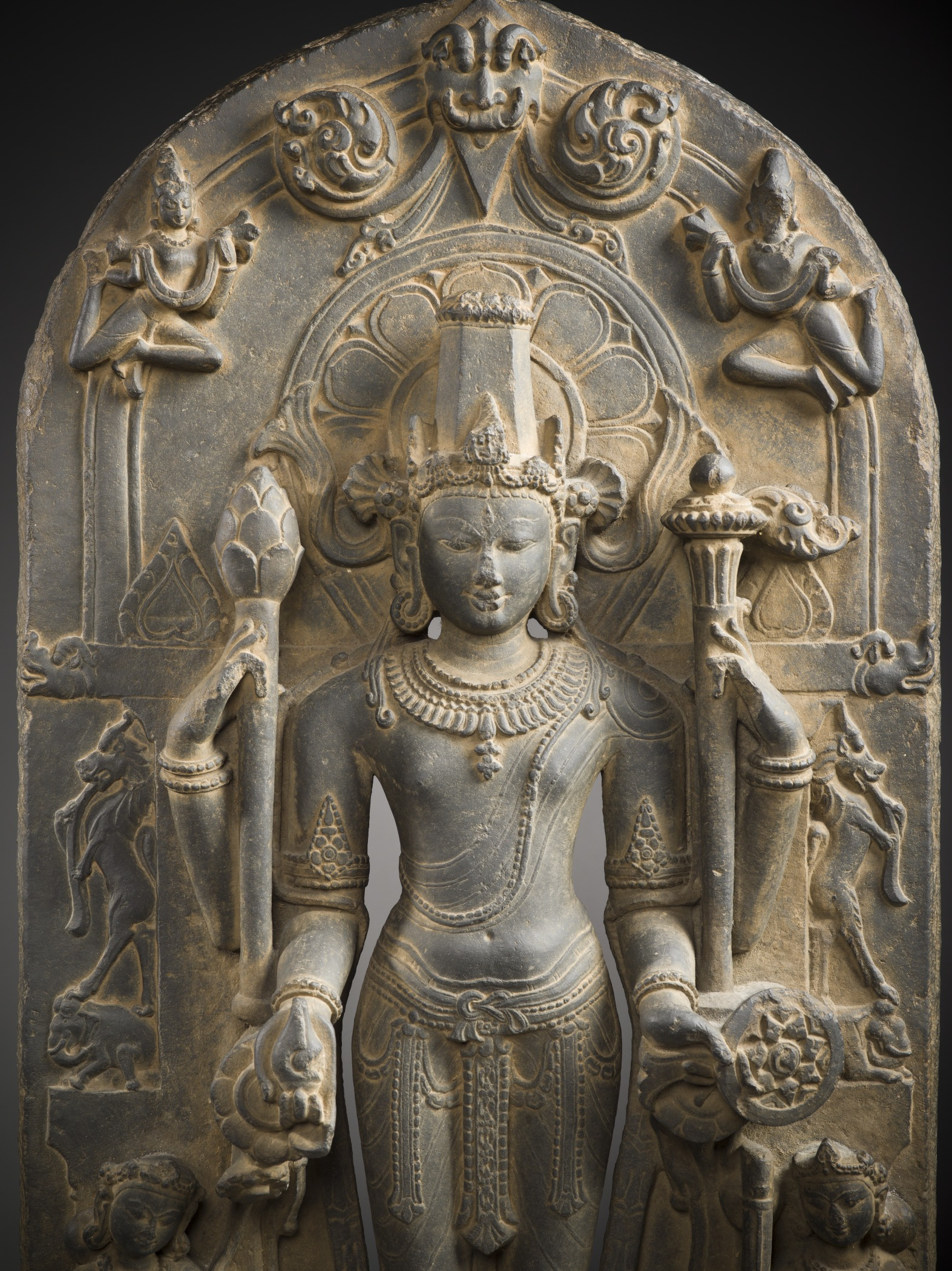
A hindu Visnu isten egyik emanációja Nárájana volt

Az emanáció egy filozófiai, teológiai és atomfizikai fogalom. Az emanatio latin szó jelentése: kiáramlás, kifolyás, kiömlés, kiszivárgás. Ellenfogalma a remanáció.
Az emanációelmélet az ásványtanban, illetőleg a geológiában az elemek képződésének magyarázatánál szerepel.

## Ásványtan, geológia, atomfizika
A rádium egyik bomlástermékét rádiumemanációnak nevezték; ami a radon. A 226-os 
tömegszámú  rádiumból α-bomlás után rádiumemanáció (radon) keletkezik. A rádiumemanációt  manapság  már csak  radonnak  nevezik.

## Filozófia
A filozófia bizonyos rendszereiben ama gondolat jelzése, hogy a világ dolgai mind egy legfelsőbb valónak kisugárzása, kifolyása. A legfőbb princípiumból, létezőből, ősokból, mint forrásból az alacsonyabb rendű dolgok lépcsőzetesen haladva jönnek létre. 
Maga a legfőbb való ezáltal nem merül ki, nem csökken lényegében, de ahogy a világosság fénye minél messzebbre távozik forrásától, annál gyöngébbé válik, úgy a világ dolgai is a tökéletesség különböző fokain állanak, legalul az anyag, s az erkölcsi gonoszság. Ez a tanítás Keletről származik, nyomai megtalálhatók az ind Upanisadokban is. Az ókori kháldoknál és perzsáknál mint átalakulása a napimádásnak, onnan hatolt az újplatonikus filozófiába, később a keresztény gnosztikusok világnézetébe. A kabbalában is találkozunk az emanatizmussal.  Ezen kultúrkörökben (Kabbala, gnoszticizmus, újplatonizmus) misztikus kozmológiáiban a teremtés folyamatát az emanációval magyarázzák. 

## Teológia
A hindu panenteizmusban minden Isten emanációja, mindent Isten bocsát ki magából. A legtöbb hindu ortodox iskola elfogadja a szánkhjának azt a tanítását, hogy az anyag az ősanyagból (prakriti) származik, habár az egyik Isten emanációjának, a másik az Istennel együtt párhuzamosan létező világprincípiumnak (ősoknak) tekinti azt. Az Upanisadoknak a Minden-Egy-tana szerint létezett az örök
ős-szubsztancia, amelyből emanáció vagy evolúció útján minden szellemi és anyagi keletkezett. 
A keresztény teológiában az emanáció a teremtés szinonimájaként használható, az ősok maga Isten. Ez az elgondolás azonban azt sugallhatja, hogy a világ szükségszerű és a szellemi, illetve anyagi szubsztanciák mind Istenből áradnak ki. Az Egyház ezért elítélte az emanációt. A hindu rendszer panenteizmusát a kereszténység (és az iszlám) Isten lealacsonyításának tekinti, mivel Isten oly magasan áll az általa teremtett világ felett, hogy az utóbbit nem szabad az ő szubsztanciája átalakulásának vagy belőle származó emanációnak felfogni.